# 5072 Hioki
Az 5072 Hioki (ideiglenes jelöléssel 1931 TS1) a Naprendszer kisbolygóövében található aszteroida. Karl Wilhelm Reinmuth fedezte fel 1931. október 9-én.